# カルロ・ガレッティ
カルロ・ガレッティ（Carlo Galetti、1882年8月26日-1949年4月2日）は、イタリア・コルシコ出身の名自転車競技選手。

## 経歴
選手生活は1901年から1921年及び1930年から1931年。
ジロ・デ・イタリア（以下、ジロ）において、1910年（区間2勝）と1911年（区間3勝）に個人総合優勝を果たした。1912年のジロだけはチーム単位での総合成績争いとなったが、ジョヴァンニ・ミケレット、エベラルド・パヴェージ（ルイジ・ガンナは第5ステージにて棄権）とともにアタラチームの一員として総合優勝に貢献したことから、形式上では、ジロ総合3連覇を最初に達成した選手となった。なお、公式記録上における、ジロ個人総合3連覇を最初に達成した選手は、アルフレッド・ビンダ（1927年～1929年）である。
この他、1914年のミラノ〜サンレモ2位、1918年のジロ・ディ・ロンバルディア3位という記録がある。